# Gröndal, Malmö
Gröndal är ett mindre delområde i stadsdelen Hyllie, Malmö. Gröndal avgränsas i norr av Stadiongatan mot Flensburg, i väst av Pildammsvägen mot Södertorp, i öst av Per Albin Hanssons väg och i syd av Ärtholmsvägen. Området gränsar till Kulladal i öst och syd.
Gröndal består till mest av flerfamiljshus (huvudsakligen i norr och öst) som byggdes på 1960- och 1970-talen, men längst i sydväst och utmed hela Ärtholmsvägen finns ett mindre villaområde. I mitten av Gröndal finns ett större grönområde, runt vilket ligger förskolan Södertorp och vårdboendet Gröndal. Inom Gröndal ligger även Södertorpsgården, vilket gör att området ibland förväxlas med det angränsande delområdet Södertorp.
Området är uppkallat efter smeden Ola Gröndal från Fosie. Gröndal är även namnet på en gatusträcka inom området som kopplar samman Teknikergatan med Ingenjörsgatan.